# 倫氏雙線䲁
倫氏雙線䲁（學名：Enneapterygius randalli），為輻鰭魚綱䲁形目三鰭䲁科雙線䲁屬的一個種，由Ronald Fricke於1997年所描述，分布於中太平洋東部南方群島海域，深度0至27公尺，本魚體型小呈圓柱狀，眼眶上具有觸鬚，雌魚深藍灰色，有黑色雙條紋，背部鱗片邊緣有一系列粉紅色斑點，腹部、胸部、臉頰和嘴唇呈淺灰色，帶有黑色斑點，頭頂呈紅色；從眼睛到嘴巴和下巴有一條寬而斜的黑色帶，透明的背鰭帶有紅色鰭條，臀鰭和尾鰭呈暗色，尾鰭基部黑色；雄魚通常為黑色，腹部除外，臉頰上有一條寬斜帶，淺灰色，帶有黑色圓點，鰭的顏色與雌魚相似，但尾部黑色較多，背鰭3個，第一背鰭比第二背鰭短約50%，背鰭硬棘14-16枚、背鰭軟條8-10枚、臀鰭硬棘1枚、臀鰭軟條15-17枚，體長可達3.4公分，棲息在潮間帶，雌魚產附著性卵在藻類築的巢，雄魚會守護卵，幼魚為浮游性，生活習性不明。